# Улица Генерала Алмазова (Киев)
Улица Генерала Алмазова (укр. Вулиця Генерала Алмазова) — улица в Печерском районе города Киева. Пролегает от улицы Князей Острожских при примыкании Цитадельной улицы до площади Леси Украинки, исторически сложившаяся местности (районы) Печерск.
Примыкают улицы Александра Копыленко, переулок Евгения Гуцало, Старонаводницкая, Арсенальная.

## История
Немецкая улица возникла в середине 19 века. В 1869-1938 годы улица назвалась Бухтеевская (рус. дореф. Бухтѣевская) или Немецко-Бухтеевская.
11 ноября 1938 года Немецко-Бухтеевская улица в Кировском районе была переименована на Улица Сурикова — в честь русского живописца Василия Ивановича Сурикова, согласно Постановлению президиума Киевского городского совета рабочих, крестьянских и красноармейскизх депутатов № 1082/6 «Про упорядочивание наименований площадей, улиц и переулков г. Киева» («Про впорядкування найменувань площ, вулиць та провулків м. Києва»).
«С целью возобновления древних наименований, связанных с историей города Киева», 26 декабря 1944 года большая часть улицы Сурикова была выделена в отдельную Кутузовскую улицу — в честь русского полководца Михаила Илларионовича Кутузова, согласно Постановлению исполнительного комитета Киевского городского совета депутатов трудящихся № 286/2 «Про упорядочивание наименований площадей, улиц и переулков г. Киева» («Про впорядкування найменувань площ, вулиць та провулків м. Києва»).
21 ноября 1961 года большая часть Новогоспитальной улицы и часть улицы Сурикова в Печерском и Московском районах были объединены в единую улицу Щорса, согласно Решению исполнительного комитета Киевского городского совета депутатов трудящихся № 2259  «Про наименование и переименование улиц площадей, и парков города» («Про найменування та перейменування вулиць, площ та парків міста»).
21 марта 1977 года Кутузовская улица была переименована (уточнено название) на улица Кутузова — в честь русского полководца Михаила Илларионовича Кутузова, согласно Решению исполнительного комитета Киевского городского совета депутатов трудящихся № 410 «Про упорядочивание наименований и переименований улиц и площадей г. Киева» («Про впорядкування найменувань та перейменувань вулиць і площ м. Києва»).
7 декабря 2000 года части улиц Кутузова (0,26 км; от станции метро «Печерская» до улицы Щорса) и Щорса (0,23 км; от улицы Кутузова до переулка Щорса) были выделены в отдельную улицу Михаила Заднепровского, согласно Распоряжению Киевской городской государственной администрации № 2188  «Про переименование улиц в честь М. Заднепровского и В. Черновола» («Про перейменування вулиць на честь М. Задніпровського та В. Чорновола»).
7 июля 2016 года улица получила современное название — в честь генерал-хорунжего армии Украинской народной республики Алексея Дмитриевича Алмазова, согласно Распоряжению Киевского городского главы № 559/559 «Про переименование улиц, проспекта и переулка в городе Киеве» («Про перейменування вулиць, проспекту та провулку у місті Києві»).

## Застройка
Улица пролегает в юго-западном направлении. Одна из основных улиц Печерского района. Улица имеет по три ряда движения в обе стороны. 
Улица Генерала Алмазова с бульваром Леси Украинки и улицей Михаила Заднепровского образовывают площадь Леси Украинки.
Парная и непарная стороны улицы заняты многоэтажной жилой застройкой и учреждениями обслуживания.
Учреждения:
1. дом № 8 — Центральный государственный архив общественных объединения Украины. Институт политических и этнонациональных исследований имени И. Ф, Кураса НАН Украины
2. дом № 14 — библиотека Печерского района имени И. Кудри
3. дом № 18/9 — фонд государственного имущества Украины